# Phantia rufula
Phantia rufula är en insektsart som beskrevs av Jacobi 1915. Phantia rufula ingår i släktet Phantia och familjen Flatidae. Inga underarter finns listade i Catalogue of Life.